# Никомах (писар)
Вижте пояснителната страница за други личности с името Никомах.
Никомах (на старогръцки: Νικόμαχος, Nikomachos) е син на роб, който се издига на държавен писар в Атина към края на Пелопонеската война (431 – 404 пр.н.е.).
Той се издига от обикновен текст-копировач на държавен писар и фалшифицира закони. Той активно помага на Тридесетте тирани и след края на тяхното управление е осъден и екзекутиран вероятно през 399 пр.н.е.
Според Лизий в началото той има задачата да препише законите на Солон за четири месеца, което той изпълнил за 6 години като получавал дневно заплащане.